# Hertsånger
Hertsånger este o arie protejată (arie specială de conservare — SAC, sit de importanță comunitară — SCI) din Suedia întinsă pe o suprafață de 751,3 ha, integral pe uscat.

## Localizare
Centrul sitului Hertsånger este situat la coordonatele 64°12′53″N 21°07′34″E / 64.2147°N 21.1262°E.

## Înființare
Situl Hertsånger a fost declarat sit de importanță comunitară în decembrie 1995 pentru a proteja un număr necunoscut de specii din flora spontană și fauna sălbatică aflate în arealul zonei. Situl a fost protejat și ca arie specială de conservare în martie 2011.

## Biodiversitate
Situată în ecoregiunile boreală și marină baltică, aria protejată conține 10 habitate naturale: Insulițe și insule mici din Baltica boreală, Păduri naturale în etape succesive primare ale suprafețelor emergente de coastă, Pășuni de coastă din Baltica boreală, Taiga vestică, Lacuri și iazuri distrofice naturale, Vegetație anuală la limita mareei, Recifuri, Terase mlăștinoase și terase nisipoase neacoperite de apă la reflux, Mlaștini împădurite, Mlaștini turboase de tranziție și turbării mișcătoare.
La baza desemnării sitului se află un număr nedeclarat de specii protejate.